# Episodi de Il trenino Thomas (ventesima stagione)
La ventesima stagione de Il trenino Thomas è stata trasmessa in prima visione in Regno Unito su Channel 5, nel blocco Milkshake!, dal 5 settembre 2016 al 20 dicembre 2017. In Italia è stata trasmessa in prima visione su Cartoonito e replicata su Frisbee. Questa stagione, insieme alla decima, è l'unica ad avere 28 episodi.
| N° | Titolo originale                | Titolo italiano                    | Prima TV UK      |
| -- | ------------------------------- | ---------------------------------- | ---------------- |
| 1  | Sidney Sings                    | Sidney canta                       | 5 settembre 2016 |
| 2  | Toby's New Friend               | Il nuovo amico di Toby             | 6 settembre 2016 |
| 3  | Henry Gets the Express          | Henry porta l'espresso             | 7 settembre 2016 |
| 4  | Diesel and the Ducklings        | Diesel e gli anatroccoli           | 8 settembre 2016 |
| 5  | Bradford the Break Van          | Bradford e il vagone con frenatore | 9 settembre 2016 |
| 6  | Saving Time                     | Risparmiare tempo                  | 21 novembre 2016 |
| 7  | Ryan and Daisy                  | Ryan e Daisy                       | 22 novembre 2016 |
| 8  | Pouty James                     | Il broncio di James                | 23 novembre 2016 |
| 9  | Blown Away                      | Spazzato via                       | 24 novembre 2016 |
| 10 | The Way She Does It             | Sempre la stessa storia            | 25 novembre 2016 |
| 11 | Letters to Santa                | Lettere a Babbo Natale             | 27 dicembre 2016 |
| 12 | Love Me Tender                  | Amore fraterno                     | 28 dicembre 2016 |
| 13 | The Railcar and the Coaches     | L'automotrice e le carrozze        | 29 dicembre 2016 |
| 14 | Mucking About                   | In vena di scherzi                 | 5 giugno 2017    |
| 15 | Cautious Connor                 | Connor il prudente                 | 6 giugno 2017    |
| 16 | All in Vain                     | Tutto invano                       | 7 giugno 2017    |
| 17 | Buckled Tracks and Bumpy Trucks | Cappello da safari                 | 8 giugno 2017    |
| 18 | Tit for Tat                     | Pan per focaccia                   | 9 giugno 2017    |
| 19 | Mike's Whistle                  | Il fischio di Mike                 | 12 giugno 2017   |
| 20 | Useful Railway                  | Un'utile ferrovia                  | 13 giugno 2017   |
| 21 | Henry in the Dark               | Il treno fantasma                  | 24 luglio 2017   |
| 22 | Three Steam Engines Gruff       | Le tre locomotive a vapore         | 25 luglio 2017   |
| 23 | Engine of the Future            | La locomotiva del futuro           | 26 luglio 2017   |
| 24 | Hugo and the Airship            | Hugo e il dirigibile               | 27 luglio 2017   |
| 25 | The Missing Breakdown Train     | Il treno di soccorso scomparso     | 28 luglio 2017   |
| 26 | Skiff and the Mermaid           | Skiff e la sirena                  | 31 luglio 2017   |
| 27 | The Christmas Coffeepot         | Episodi inediti in Italia.         | 14 dicembre 2017 |
| 28 | Over the Hill                   | Episodi inediti in Italia.         | 20 dicembre 2017 |

## Sidney canta
Sidney deve portare le nuove ruote per Percy all'officina, ma fa fatica a ricordare i lavori che deve svolgere, e Thomas gli suggerisce di fare una canzone per aiutare a ricordarsi il suo lavoro. Però, man mano che la canta inizia a confondersi.

## Il nuovo amico di Toby
Philip vede Toby per la prima volta, e pensa che sia una locomotiva diesel fatta come lui. Philip cerca di diventare suo amico, e gli propone di gareggiare. Però, Toby non è energetico ed entusiasta come Philip e il tram cerca di allontanarsi da lui.

## Henry porta l'espresso
La fornace di Gordon va ripulita, e Sir Topham manda Henry a portare l'espresso. Però, i passeggeri iniziano a preferire Henry a Gordon, e Sir Topham fa fare a Gordon i lavori di Henry.

## Diesel e gli anatroccoli
Diesel è conosciuto per essere cattivo e rozzo con le altre locomotive, ma un giorno Thomas lo vede mentre fa amicizia con degli anatroccoli. Diesel non vuole che si dica in giro, e Thomas allora gli dice che lo dirà solo se non si comporta bene con gli altri.

## Bradford e il vagone con frenatore
Thomas utilizza come vagone con frenatore Bradford, il vagone con frenatore di Samson. Bradford è molto severo, e vuole che tutti rispettino le regole, anche se ciò comporta ritardi.

## Risparmiare tempo
Samson torna sull'isola di Sodor, e aiuta con il trasporto di rocce dalla cava della Montagna Blu. Un giorno, vede dei vagoni extra di rocce, e decide di aggiungerli al suo treno. Però, a causa del treno lungo, non riesce a superare la collina di Gordon.

## Ryan e Daisy
Ryan e Daisy lavorano insieme sulla linea di Harwick. Un giorno, Sir Topham avvisa Ryan che avrebbe assegnato a lui e Daisy lavori extra. Ryan avvisa Daisy che avrebbe dovuto consegnare la posta sulla linea, ma l'automotrice dice che lui svolgerebbe quest'incarico meglio, e convince Ryan a fare anche il suo lavoro.

## Il broncio di James
James è noto per essere vanitoso e per il fatto che cerca sempre di essere al centro dell'attenzione. Però, un giorno esagera, e Sir Topham manda James al deposito. James promette che si comporterà bene, e gli viene dato il compito di portare al porto dei vagoni ricolmi di spazzatura. 

## Spazzato via
Sta per arrivare una forte tempesta sull'isola di Sodor. Ad Arlesburgh, Skiff e il capitano Joe controllano che tutto sia al sicuro. Però, quando Joe parcheggia Skiff fuori dal faro con la sua ancora, arriva un forte colpo di vento e l'ancora si alza.

## Sempre la stessa storia
Sir Topham dà a Daisy il compito di portare degli artisti ad uno spettacolo per i bambini. Daisy è emozionata e inizia a vantarsi con tutti del suo lavoro. Però, si rifiuta di fare salire passeggeri sporchi di sabbia, con un cane o che mangiano un gelato, e si rifiuta di portare un vagone. Però, non si accorge del fatto che non ha fatto salire gli artisti.

## Lettere a Babbo Natale
Percy deve consegnare le lettere che i bambini hanno scritto per Babbo Natale. Mentre va, Harold gli si avvicina e cerca di avvertirlo. Percy non sente e pensa che l'elicottero gli stia dicendo che è lento e fuori moda, perciò non lo ascolta. Però, siccome non ha sentito gli avvertimenti di Harold, Percy rimane bloccato nella neve.

## Amore fraterno
Le locomotive gemelle Donald e Douglas stanno lavorando per pulire i binari dalla neve. Dopo aver pulito i il binario che porta al Centro di salvataggio e soccorso, si trovano davanti un bivio. Douglas non dice niente, perché pensa che Donald ignori le sue opinioni. I due litigano, e in un attimo Douglas si ritrova senza tender.

## L'automotrice e le carrozze
Daisy viene mandata a svolgere il lavoro di Thomas mentre è impegnato alla cava. L'automotrice tratta male Annie e Clarabel, e pensa che lei non abbia bisogno di loro. Quando Daisy ha bisogno di loro, Annie e Clarabel le dicono di aver sentito un suono strano e Daisy corre all'officina dei diesel. Però, due torti non fanno una ragione.

## In vena di scherzi
Thomas adora competere con Max e Monty, ma inizia a mettere in discussione la sua amicizia perché i due camion combinano guai mentre corrono. I sospetti di Thomas si rivelano corretti, perché la locomotiva trova un cumulo di rifiuti sui binari, che si riveleranno essere i rifiuti che Max e Monty dovevano portare in discarica.

## Connor il prudente
Connor si vanta del fatto che è la locomotiva più veloce dell'isola. Un giorno, gli si rompe una biella e va all'officina per ripararla. Però, dopo essere stato riparato, non vuole più andare veloce per paura che si possa fare qualcosa di nuovo.

## Tutto invano
James deve accompagnare il sindaco e Sir Topham al castello di Callan. Prima di questo compito, deve svolgere altri lavori, dove però si sporca. Però, quando arriva al lavaggio, scopre un graffio sulla sua vernice. James va a farsi riverniciare, ma siccome è in ritardo non lascia asciugare la vernice.

## Cappello da safari
È estate sull'isola di Sodor, e alcuni binari si sono deformati a causa del calore. La vedova Hatt regala a Sir Topham un cappello da safari; tutti deridono Sir Topham a causa del cappello e lui cerca di sbarazzarsene. Intanto, un pezzo di vetro cade da un vagone di Whiff e provoca un incendio. Però, Belle deraglia a causa dei binari deformati, e bisogna trovare una soluzione.

## Pan per focaccia
Dei turisti stanno girando l'isola per fotografare le locomotive. Un giorno, vanno a visitare la ferrovia in miniatura di Arlesdale e fotografano le locomotive. Però, Bert è offeso perché non è stato fotografato dai turisti, e perché lo schizzano con il fango mentre guidano. Perciò, Bert pianifica la sua vendetta.

## Il fischio di Mike
Duck ha il fischietto intasato perché il macchinista ha cotto un uovo al suo interno. Tutti lo prendono in giro, e Mike afferma che una locomotiva senza un fischietto non è una vera locomotiva. Più tardi, mentre porta un treno passeggeri, Mike trova una mucca sui binari. Però, la locomotiva fischia talmente forte che la pressione fa saltare il fischietto.

## Un'utile ferrovia
Mike dice che le pecore sono inutili, in quanto gli bloccano sempre la strada, ma Rex dice che sono utili perché servono per realizzare la lana. Il giorno seguente, Rex deve consegnare della lana al mercato. Però, lo svogliato allevatore Willie fa cadere sui binari il suo carico di lana, che avrebbe dovuto portare a Rex.

## Il treno fantasma
Per sbaglio, all'officina Henry viene riverniciato con una vernice verde fosforescente. Le altre locomotive si spaventano quando lo vedono, perché credono che sia un fantasma. Un giorno, Gordon e James prendono in giro Henry per la sua paura della pioggia; la locomotiva escogita subito un piano per vendicarsi.

## Le tre locomotive a vapore
Mentre passa con il treno della corrispondenza sul ponte vicino al mulino ad acqua, Percy sente uno strano lamento. Anche Toby ha paura, ma Thomas non crede a ciò che dicono, fino a quando anche lui sente il suono. Le tre locomotive pensano che sotto il ponte ci sia un gigante, e pensano che sia come nella fiaba dei tre capretti furbetti. Però, i tre scoprono che il lamento era solo il muggito di una mucca.

## La locomotiva del futuro
Un amico del Conte Normale, Franz, porta sull'isola di Sodor il dirigibile su rotaia Hugo. Però, le locomotive dell'isola pensano che le locomotive come Hugo li sostituiranno e fanno sentire il dirigibile indesiderato.

## Hugo e il dirigibile
Tra le locomotive si diffonde la voce che ogni tanto si vede un dirigibile simile ad Hugo che vola nel cielo. Hugo pensa che anche lui può volare, ed è determinato a riuscire a prendere il volo.

## Il treno di soccorso scomparso
Judy e Jerome sono due gru di soccorso che, dopo l'arrivo di Rocky, non vengono più utilizzate. Ryan le incontra, e le fa girare per farle cambiare aria. Li porta al porto di Arlesburgh, che le gru trovano noioso, e Duck e Oliver li portano in giro per l'isola. Ad un certo punto, Daisy fa un incidente. Però, Rocky è occupato e Judy e Jerome stanno girando l'isola, e Ryan non sa dove sono.

## Skiff e la sirena
A Skiff giunge voce del fatto che verrà portata ad Arlesburgh una statua di una sirena, però lui non capisce e pensa che sia una vera sirena. Quel giorno, Sir Topham porta i suoi nipoti da Skiff per fare un giro in barca, ma Skiff scambia la coda di una balena per la coda di una sirena e trascina con lui Sir Topham per cercare la sirena. Sir Topham non sa come guidare Skiff, e i due rimangono bloccati su un'isola.

## The Christmas Coffeepot
Marion l'escavatrice a vapore sente una voce strana proveniente da dietro un albero, e racconta a tutti di ciò che ha sentito. Però, nessuno le crede. Thomas si mette ad indagare, e trova Glynn, una locomotiva a vapore con la caldaia in verticale, soprannominate "locomotive a caffettiera." Lui e Percy temono che verrà rottamato, ma il Conte Norramby decide di restaurarlo.

## Over the Hill
Stephen è geloso delle attenzioni che Glynn riceve dal Conte Norramby, e teme che il Conte voglia trasformarlo in un'attrazione fissa nel nuovo museo ferroviario. Per determinare chi sarà l'attrazione migliore del museo, Stephen sfida Glynn ad una gara.

## Distribuzione home video
Gli episodi dal 21 al 26 sono stati rilasciati nel DVD Locomotive straordinarie dalla Universal Pictures Home Entertainment nel 2017.

### Bibliografiche
1. ↑  (EN) Series 20, su Thomas the Tank Engine Wiki. URL consultato l'8 giugno 2025.

### Esplicative
1. ↑  Gli episodi sono elencati nell'ordine di messa in onda britannico.